# Алиев, Магомед-Али Раджов-Гаджиевич
Магомед-Али Раджов-Гаджиевич Алиев (6 ноября 1949 года, Читур, Лакский район, Дагестанская АССР, СССР) — узбекистанский скульптор, работающий преимущественно в Узбекистане и Дагестане, откуда он родом.

## Биография
Родился 6 ноября 1949 года в селении Читур в Лакском районе Дагестанской АССР. В детстве занимался в студии народного художника Дагестана М. Юнусилау. В 1976 году окончил Дагестанское художественное училище. Женился и переехал в город Навои в Узбекистане, где руководил студией Дома культуры «Фархад»; обучал детей лепке, чеканке, резьбе по дереву.

## Творчество
Стал известен как скульптор. Его работы, в основном это скульптуры и бюсты исторических деятелей Узбекистана, таких как Амир Темур, Алишер Навои, Ибн Сина, Сабир Рахимов, украшают улицы городов, различные учреждения и воинские части (для них сделано более 20 разных Амиров Темуров). В родном Дагестане он создал, выигрывая конкурсы, памятники таким людям как Парту Патимат (селение Кумух, 2004, самый высокогорный памятник), Гасан-Гусейн Камалов, Гусейн Кушаев, Мирзабеков, Нариман Алиев, Абдурахман Даниялов (2008), Расул Гамзатов (Махачкала, 2010), Магомед-Салам Умаханов, Амет-Хан Султан (Махачкала). Также является автором памятника Амет-Хану Султану в Ярославле (2010), планируется установка памятника Расулу Гамзатову его работы в Москве (2011).
Неоднократно выставлял свои работы на вернисажах Союза художников Узбекистана и международных выставках в США, Канаде, Мексике и Швеции; есть они и в музее прикладного искусства Узбекистана.

## Награды
- Член Академии художеств Узбекистана.
- Награждён Серебряной медалью Академии художеств Узбекистана (1999) и орденом «Дустлик» (2001).
- Заслуженный художник Республики Дагестан (2005).
- Народный художник Республики Дагестан (2014).
- Орден «За заслуги перед Республикой Дагестан» (2019)[1].